# Nova Nazaré
Nova Nazaré este un oraș în Mato Grosso (MT), Brazilia.